# ルイ5世ジョゼフ (コンデ公)
ルイ5世ジョゼフ・ド・ブルボン＝コンデ（フランス語: Louis V Joseph de Bourbon-Condé, 1736年8月9日 - 1818年5月13日）は、フランスの貴族。コンデ公。

## 経歴
ルイ4世アンリとヘッセン＝ローテンブルク辺境伯エルンスト2世レオポルトの娘カロリーヌの間に一人息子として生まれる。
1743年にフランス・フリーメイソンのグランドマスターになった。
軍人として七年戦争に参加し、自由主義貴族となる。1789年にフランス革命が起こると、息子のブルボン公ルイ・アンリ（後のコンデ公ルイ6世アンリ）、同族のコンティ公ルイ・フランソワ2世と共にドイツのコブレンツに亡命したが、1804年に孫のアンギャン公ルイ・アントワーヌがフランス軍に処刑されている。
諸外国を転々とし、1814年の王政復古の頃にイギリスから帰国した。1818年、シャンティイで没した。
1753年、スービーズ公シャルル・ド・ロアンの娘シャルロットと結婚、3人の子を儲けた。
- マリー（1755年 - 1759年）
- ルイ6世アンリ（1756年 - 1820年）
- ルイーズ・アデライード（英語版）（1757年 - 1824年)

1798年、長年の愛人だったモナコ公未亡人マリーア・カテリーナ・ブリニョーレ・サーレと亡命先のロンドンで再婚している。